# Microtus oregoni
Campagnol de l'Oregon
Espèce
Synonymes
- Microtus (Mynomes) oregoni (Bachman, 1839)[1]

Répartition géographique
Statut de conservation UICN

 LC  : Préoccupation mineure
Microtus oregoni, communément appelé Campagnol de l'Oregon, est une espèce de rongeurs de la famille des Cricetidés.